# V373 Андромеды
V373 Андромеды (лат. V373 Andromedae), HD 12743 — одиночная переменная звезда в созвездии Андромеды на расстоянии приблизительно 508 световых лет (около 155 парсеков) от Солнца. Видимая звёздная величина звезды — от +7,69m до +7,63m.

## Характеристики
V373 Андромеды — жёлто-белая пульсирующая переменная звезда типа Дельты Щита (DSCTC) спектрального класса F0 или F2II. Масса — около 1,926 солнечной, радиус — около 2,81 солнечных, светимость — около 17,859 солнечных. Эффективная температура — около 7082 K.

## Планетная система
В 2019 году учёными, анализирующими данные проектов HIPPARCOS и Gaia, у звезды обнаружена планета.